# Dambach
Dambach je občina v departmaju Bas-Rhin francoske regije Alzacija.
Leta 1990 je v občini živelo 702 oseb oz. 23 oseb/km².